# Mesorregión del Triángulo Minero y Alto Paranaíba
La mesorregión del Triángulo Minero y Alto Paranaíba es una de las 12  mesorregiones del estado brasileño de Minas Gerais. Está formada por dos de las diez regiones de planeamiento del estado, la región del Triángulo Minero y la región de Alto Paranaíba. La conforman 66 municipios agrupados en siete  microrregiones, localizada en la región oeste de Minas Gerais. Cuenta con 2.176.060 habitantes, en un área de 90.545 km², y equivalente al 15,4% del territorio minero. En comparación con las otras mesorregiones del estado, dispone del tercer contingente poblacional y de la segunda área. Es además la segunda economía del estado, la mesorregión tiene hoy una fuerte influencia estatal. Al norte limita con la mesorregión del sur Goiano y con la mesorregión del Noroeste de Minas; al sur con la mesorregión de Ribeirão Preto, con la mesorregión de São José do Rio Preto y con la mesorregión del sur y Sudoeste de Minas; al este con la mesorregión Central Minera y con la mesorregión del Oeste de Minas; al oeste con la mesorregión del Este del Mato Grosso del sur. La mesorregión es circundada por el río Grande y el río Paranaíba. A pesar de ser la tercera mesorregión más poblada del estado, concentra la mayor parte de la población en tan solo cuatro municipios.

## Economía
Las principales actividades económicas desarrolladas en la Mesorregión del Triángulo Minero y Alto Paranaíba son la agricultura y ganadería, azúcar y alcohol (tres cuartos de la producción de caña de azúcar y alcohol del estado), producción y procesamiento de granos, procesamiento de carne, poultry, cigarros, cerámica, productos alimenticios, fertilizantes, minerales, procesamiento de madera, reforestación, metalúrgicas y turismo.
El comercio mayorista tiene gran importancia para la región, y es de gran relevancia nacional. El sector terciario es el mayor de la mesorregión y el que más emplea. Las plantas procesadoras de azúcar y alcohol se expanden en los municipios de la región. La mesorregión desempeña un importante papel en el desarrollo económico y social de Minas Gerais.

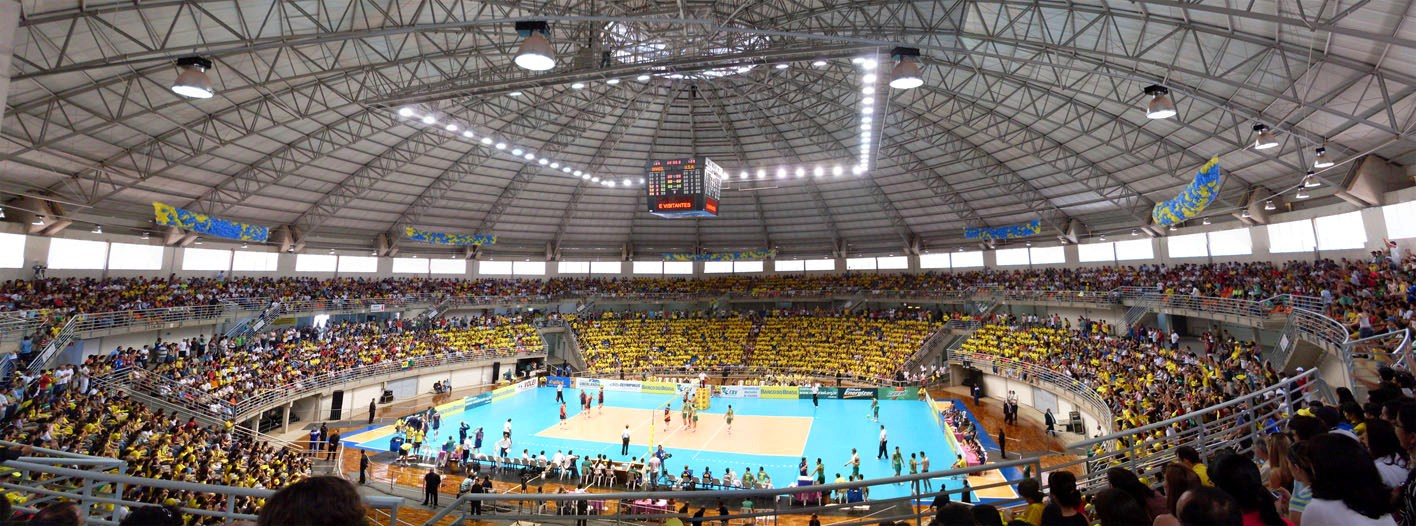
Arena Tancredo Neves, durante el juego amistoso de la Selección Brasilera de Voleibol Masculino contra los Estados Unidos, el día 25 de septiembre de 2009, en Uberlândia.

### PIB
- Posee un PIB de 37.011.590.000,00 reales (2º lugar de Minas Gerais, atrás de la región metropolitana de Belo Horizonte)

Tres municipios son responsables de más de la mitad del PIB de la región, que son Uberlândia, Uberaba y Araguari. Juntos suman el 50,087% del PIB de la mesorregión y participa con el 16,57% del PIB estatal y con el 1,74% del PIB nacional.

### PIB per cápita
- Tiene un PIB per cápita de 17.690,00 reales (1º lugar de Minas Gerais)

Según el IBGE, el municipio de Araporã posee el mayor PIB per cápita del Brasil, con 261.005 reales. Y se debe al hecho de que el municipio posee una central hidroeléctrica y una población relativamente pequeña, de tan solo 6.414 habitantes.
El municipio de Fronteira (Minas Gerais) también está entre los diez mayores PIB per cápita del país, con 106.658 reales. Las procesadoras de caña de azúcar impulsaron ese crecimiento. El municipio cuenta también con una central hidroeléctrica. Su población es de 15.096 habitantes.
Los menores PIB per cápita de la mesorregión son de los municipios de Lagoa Formosa y Cruzeiro da fortaleza, con 6.236 reales y 6.441 reales respectivamente.

## Población
- Concentra tres ciudades con más de 100 mil habitantes:
  - Uberaba, 296.261 habitantes;
  - Patos de Minas, 139.841 habitantes; e
  - Araguari, 111.095 habitantes.

Juntas, suman 547.197 habitantes, 25,06% de la población de la mesorregión.
- Posee una ciudad con más de 500 mil habitantes, Uberlândia. Sozinha, suma 634.345 mil habitantes, 28,83% de la población de la mesorregión.
- De los 66 municipios de la mesorregión, cuatro concentran más de mitad de la población de la región, cerca de 1.163.618 de habitantes o el 53,89% del total.
- La mesorregión cuenta con el 10,86% de la población del estado y con el 1,12% de la población del país.[10]

### IDH
- IDH de 0,809 PNUD/2000 (2º lugar de Minas Gerais tras la región metropolitana de Bello Horizonte, con 0,811)

IDH medio de los municipios polos de las microrregiones:
| Municipio      | IDH medio | IDH educación | IDH longevidad | IDH salario |
| -------------- | --------- | ------------- | -------------- | ----------- |
| Araxá          | 0,799     | 0,901         | 0,751          | 0,745       |
| Frutal         | 0,803     | 0,854         | 0,820          | 0,725       |
| Ituiutaba      | 0,818     | 0,877         | 0,848          | 0,728       |
| Patos de Minas | 0,813     | 0,896         | 0,816          | 0,728       |
| Patrocínio     | 0,799     | 0,859         | 0,823          | 0,716       |
| Uberaba        | 0,834     | 0,913         | 0,815          | 0,773       |
| Uberlândia     | 0,830     | 0,920         | 0,802          | 0,768       |

Fuente = PNUD/2000
| Municipio      | IDH salario 2000 | IDH salario 2006 |
| -------------- | ---------------- | ---------------- |
| Araxá          | 0,745            | 0,834            |
| Frutal         | 0,725            | 0,781            |
| Ituiutaba      | 0,728            | 0,793            |
| Patos de Minas | 0,728            | 0,755            |
| Patrocínio     | 0,716            | 0,787            |
| Uberaba        | 0,773            | 0,842            |
| Uberlândia     | 0,768            | 0,858            |

### Salud
Los servicios de salud de la mesorregión se destacan por los municipios pólos de Uberlândia, Uberaba y Patos de Minas, que son los principales responsables por atender la demanda generada por el flujo de individuos que se dirigen a esas ciudades, gracias a la atención médica ofrecida en sus hospitales públicos y privados.
Según el IBGE, la mesorregión poseía, en 1999, 2,8 médicos y 2,1 especialistas cada mil habitantes.
Los cinco principales municipios de la mesorregión que se destacan por ofrecer más de cien tipos de servicios de salud son:
Los municipios de Uberlândia y Uberaba poseen más de cien establecimientos de salud, en tanto que los municipios de Patos de Minas, Araguari, Ituiutaba y Araxá poseen de 31 a 100 establecimientos de salud.
Esperanza de vida al nacer de los municipios polos de las microrregiones:
| Municipio      | Esperanza de vida al nacer (años) |
| -------------- | --------------------------------- |
| Araxá          | 70,08                             |
| Frutal         | 74,80                             |
| Ituiutaba      | 75,90                             |
| Patos de Minas | 73,92                             |
| Patrocínio     | 74,37                             |
| Uberaba        | 73,93                             |
| Uberlândia     | 73,11                             |

Fuente = PNUD/2000

## Organización Administrativa

### Municipios
La mesorregión del Triángulo Minero y Alto Paranaíba se divide en 66 municipios autónomos.

### Microrregiones
Los municipios de la mesorregión se agrupan en siete microrregiónes sin carácter político.
- Microrregión de Araxá
- Microrregión de Frutal
- Microrregión de Ituiutaba
- Microrregión de Patos de Minas
- Microrregión de Patrocínio
- Microrregión de Uberaba
- Microrregión de Uberlândia

### Regiones de planeamiento
Hay dos regiones de planeamiento en la mesorregión, la del  Triángulo Minero  y la del  Alto Paranaíba.

## Carreteras federales que recorren la región

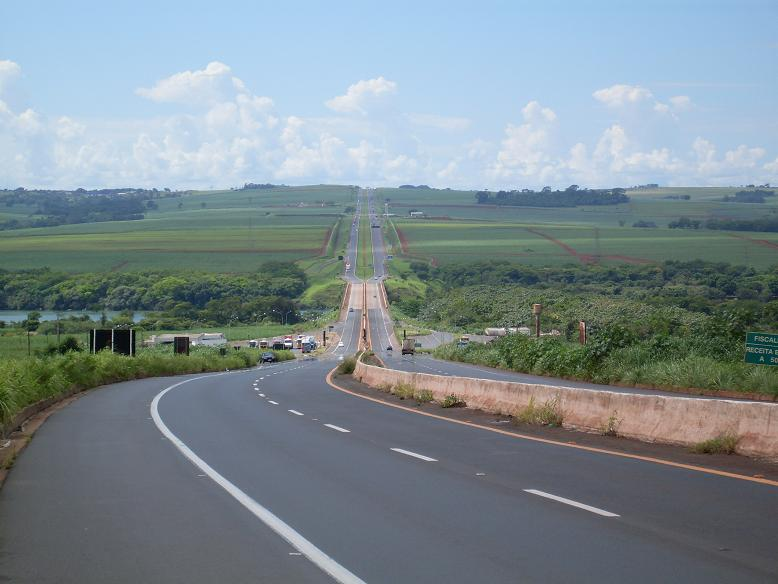
BR 050, que une el Triángulo Minero a los estados de São Paulo y Goiás. En la foto, al límite de São Paulo con el Triángulo Minero.

Carreteras federales que cruzan la región
- BR-262 – une Vitória, capital del  Espíritu Santo y el importante puerto de exportación, al Triángulo Minero, pasando por la Región Metropolitana de Bello Horizonte. La carretera está estratégicamente localizada como uno de los principales accesos a la región Centro-Oeste del país.

También da acceso a Uberaba, entrada del Triángulo Minero, una de las regiones más ricas del Brasil, con gran proyección en el sector de agronegócios y tecnología de punta.
- BR-050 – une Uberaba, Araguari y Uberlândia y es un decisivo corredor de tráfico en la región del Triángulo Minero, además de dar acceso a los estados de Goiás y de São Paulo.
- BR-153 – une Frutal y la ciudad de  Prata en el Triángulo Minero al sur de Goiás y al norte de Sao Paulo, funciona como un importante corredor paralelo a la BR-050, auxiliando el transporte de carga en la región.
- BR-365 – une el Triángulo y el Norte de Minas a Goiás y da acceso a la carretera Rio–Bahía, además de llevar a los principales corredores viales con los demás estados limítrofes con Minas.
- BR-146 - une Araxá y la ciudad de Patos de Minas al estado de Sao Paulo y al sur de Minas.
- BR-354 - hace interconexión entre las ciudades del Alto Paranaíba, como Patos de Minas, Lagua Formosa, Carmo do Paranaíba, Rio Paranaíba y San Gotardo.

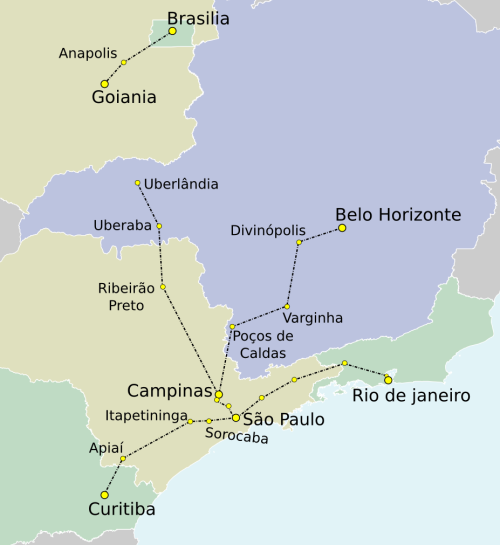
Trechos: Río- Sao Paulo; Sao Paulo-Curitiba; Campinas- BH; Campinas-Uberlândia (Triángulo Minero)

.

## Trenes de Alta Velocidad
Está en estudio de viabilidad la construcción de un TAV (Tren de Alta Velocidad o Tren Bala) uniendo Campinas con el resto del Triángulo Minero. El proyecto está incluido en el PAC 2 (Programa de Aceleración del Crecimiento), lanzado por el Gobierno Federal el 29 de marzo de 2010.

## Geografía

### Cuencas hidrográficas
Forman parte de la mesorregión del Triángulo Minero y Alto Paranaíba las siguientes cuencas hidrográficas:
- Cuenca del río Grande – Pertenece a la cuenca brasilera del río Paraná.
- Cuenca del río Paranaíba - El río Paranaíba es el principal formador del río Paraná. Tiene aproximadamente 1.070 km de curso hasta la unión al río Grande, donde ambos pasan a formar el río Paraná, en el punto que marca el encuentro entre los estados de Sao Paulo, Minas Gerais y Mato Grosso del sur. El río Paranaíba es conocido principalmente por su riqueza diamantífera y por las grandes posibilidades hidroeléctricas que representa. En esta cuenca y en la cuenca del río Grande se localizan algunas de las mayores usinas hidroeléctricas del Brasil.
- Cuenca del río São Francisco – Es la tercera cuenca hidrográfica del Brasil. La cabecera del "Velho Chico", nombre popular del río, que está en la Sierra de la Canastra.

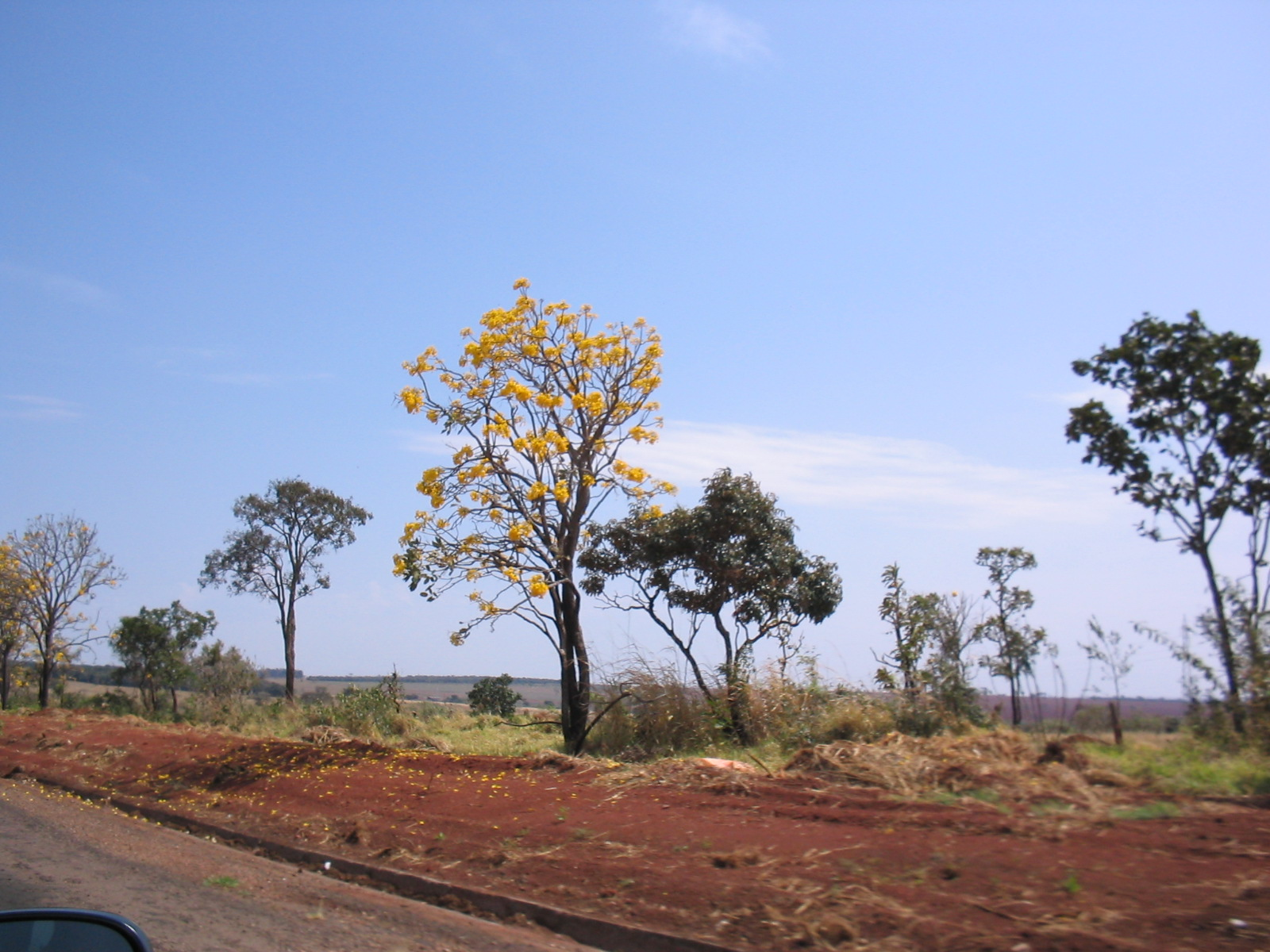
Cerrado representado por el Ipê-amarelo, característica predominante en el Triángulo Minero.

### Vegetación
La vegetación de la región puede ser resumida en dos tipos (biomas) principales: Bosque Atlántico y Cerrado. Diversos factores, entre ellos, el clima, el relieve y las cuencas hidrográficas, son predominantes en la constitución de la variada vegetación regional.